# Hans Meulengracht-Madsen

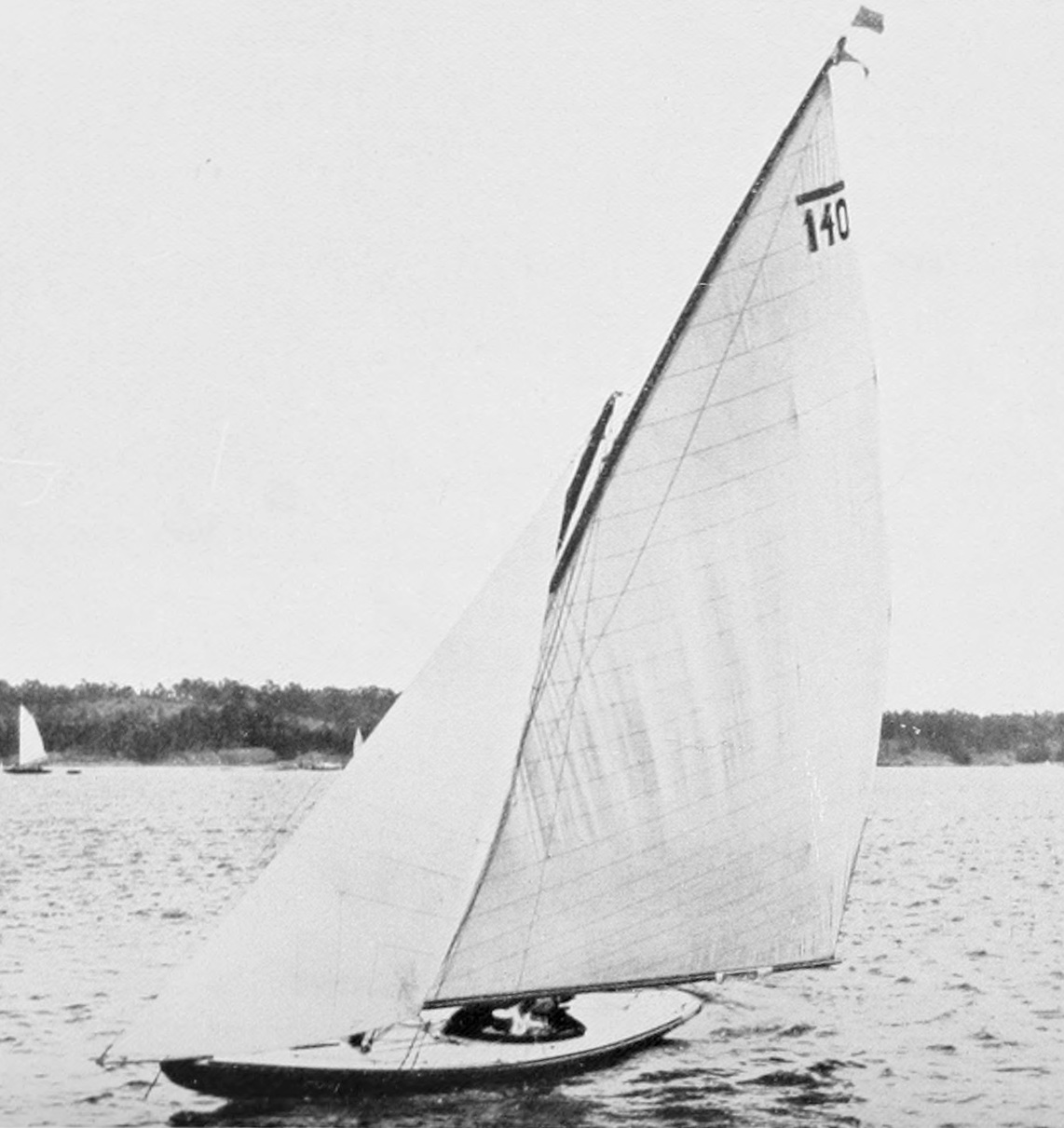
Nurdug II

Hans Meulengracht-Madsen (ur. 9 września 1885 w Vejle, zm. 7 października 1966 w Gentofte) – duński żeglarz, olimpijczyk, zdobywca srebrnego medalu w regatach na Letnich Igrzyskach Olimpijskich w 1912 roku w Sztokholmie.
Na Letnich Igrzyskach Olimpijskich 1912 zdobył srebro w żeglarskiej klasie 6 metrów. Załogę jachtu Nurdug II tworzyli również Steen Herschend i Sven Thomsen.
Brat Svenda i Vigo, gimnastyków-olimpijczyków.